# Brygada Włościańska
Brygada Włościańska – jedna z brygad białych Rosjan w czasie wojny domowej w Rosji 1917–1921. Zewnętrznie nadano jej ukraiński charakter narodowy.
Jej dowódcą był ataman I. Łochwicki „Iskra”.

## Skład organizacyjny
- pułk kijowski,
- pułk nowogródzko–włodzimiersko–wołyński,
- pułk putywlski,